# Man Trouble
Pour plus de détails, voir Fiche technique et Distribution.
Man Trouble est un film américano-italien réalisé par Bob Rafelson, sorti en 1992.

## Synopsis
Effrayée par le saccage de son appartement, une chanteuse lyrique décide d'adopter un chien de garde. Elle fait appel à un dresseur professionnel qui n'est pas insensible au charme et à la fortune de sa cliente.

## Fiche technique
- Titre : Man Trouble
- Réalisation : Bob Rafelson
- Scénario : Carole Eastman
- Musique : Georges Delerue
- Photographie : Stephen H. Burum
- Montage : William Steinkamp
- Production : Carole Eastman et Bruce Gilbert
- Sociétés de production : Penta Entertainment, American Filmworks, Budding Grove & Cecchi Gori Pictures
- Société de distribution : 20th Century Fox
- Pays de production :  États-Unis,  Italie
- Langue : Anglais
- Format : Couleur - Dolby - 35 mm - 1.85:1
- Genre : Comédie romantique
- Durée : 96 min
- Budget : 30 000 000 $
- Dates de sortie :
  - États-Unis : 17 juillet 1992
  - France : 17 juillet 1996

## Distribution
- Jack Nicholson (VF : Gérard Rinaldi) : Harry Bliss / Eugene Earl Axline
- Ellen Barkin (VF : Anne Jolivet) : Joan Spruance
- Beverly D'Angelo (VF : Micky Sébastian) : Andy Ellerman
- Veronica Cartwright : Helen Dextra
- Harry Dean Stanton (VF : Jean Lescot) : Redmond Layls
- Saul Rubinek (VF : Michel Dodane) : Laurence Moncreif
- Michael McKean (VF : Philippe Catoire) : Eddy Revere
- Lauren Tom (VF : Odile Schmitt) : Adele Bliss
- Viveka Davis (VF : Dominique Westberg) : June Huff
- David Clennon (VF : Marc Bretonnière) : Lewie Duart
- Gordon Reinhart : Le thérapeute
- Betty Carvalho : Socorro
- Paul Mazursky : Lee MacGreevy
- John Kapelos : L'inspecteur Melvenos

## Autour du film
- Écrit dans les années 1970, la première version du scénario de Man Trouble était prévu pour mettre en vedette Jack Nicholson et Jeanne Moreau[1]. Puis d'autres couples d'acteurs furent pressentis pour incarner les rôles principaux : Robert De Niro et Jessica Lange, Al Pacino et Meryl Streep. Nicholson fut également gardé dans la liste d'acteurs, aux côtés de Diane Keaton, également pressentie[1]. Streep renonça à jouer dans le long-métrage car elle était enceinte à cette époque[1].

## Accueil
- Man Trouble a rencontré un véritable échec critique et commercial, récoltant 19 % d'avis favorables sur le site Rotten Tomatoes, basé sur 12 commentaires et une note moyenne de 3.6⁄10[2] et totalisant seulement 4 096 030 $ de recettes au box-office américain[3], pour un budget de production de 30 millions[4]. La prestation de Jack Nicholson lui vaut d'être nommé au Razzie Award du pire acteur[5].

Le film passe également inaperçu en France, sorti quatre ans jour pour jour après les États-Unis, où il totalise 6 848 entrées.